# Teague (Texas)
Teague es una ciudad ubicada en el condado de Freestone en el estado estadounidense de Texas. En el Censo de 2010 tenía una población de 3560 habitantes y una densidad poblacional de 262,16 personas por km².

## Geografía
Teague se encuentra ubicada en las coordenadas 31°37′46″N 96°16′51″O / 31.62944, -96.28083. Según la Oficina del Censo de los Estados Unidos, Teague tiene una superficie total de 13.58 km², de la cual 13.08 km² corresponden a tierra firme y (3.7%) 0.5 km² es agua.

## Demografía
Según el censo de 2010, había 3560 personas residiendo en Teague. La densidad de población era de 262,16 hab./km². De los 3560 habitantes, Teague estaba compuesto por el 66.71% blancos, el 19.02% eran afroamericanos, el 0.9% eran amerindios, el 0.2% eran asiáticos, el 0% eran isleños del Pacífico, el 10.39% eran de otras razas y el 2.78% pertenecían a dos o más razas. Del total de la población el 20.06% eran hispanos o latinos de cualquier raza.